# Акведукт в Сеговия
Акведуктът в Сеговия (на испански: Acueducto de Segovia) е най-дългият древноримски акведукт, запазен в Западна Европа. Разположен е в испанския град Сеговия. Неговата дължина е 728 m, а височина му е 28 m. Той е наземен отрязък от многокилиметров водопровод. Времето на строителството му е спорно. Счита се, че император Домициан (81 – 96 г.) е наредил построяването му, като вероятно е бил завършен между 98 и 117 г.
През 1985 г. е обявен за паметник на Световното наследство на ЮНЕСКО.